# Пуи-сюр-Ван
Пуи́-сюр-Ван (фр. Pouy-sur-Vannes) — коммуна во Франции, находится в регионе Шампань — Арденны. Департамент — Об. Входит в состав кантона Марсийи-ле-Эйе. Округ коммуны — Ножан-сюр-Сен.
Код INSEE коммуны — 10301.
Коммуна расположена приблизительно в 110 км к юго-востоку от Парижа, в 95 км юго-западнее Шалон-ан-Шампани, в 36 км к западу от Труа.

## Население
Население коммуны на 2008 год составляло 144 человека.
| 1962 | 1968 | 1975 | 1982 | 1990 | 1999 | 2008 |
| ---- | ---- | ---- | ---- | ---- | ---- | ---- |
| 200  | 226  | 198  | 179  | 170  | 136  | 144  |

## Экономика

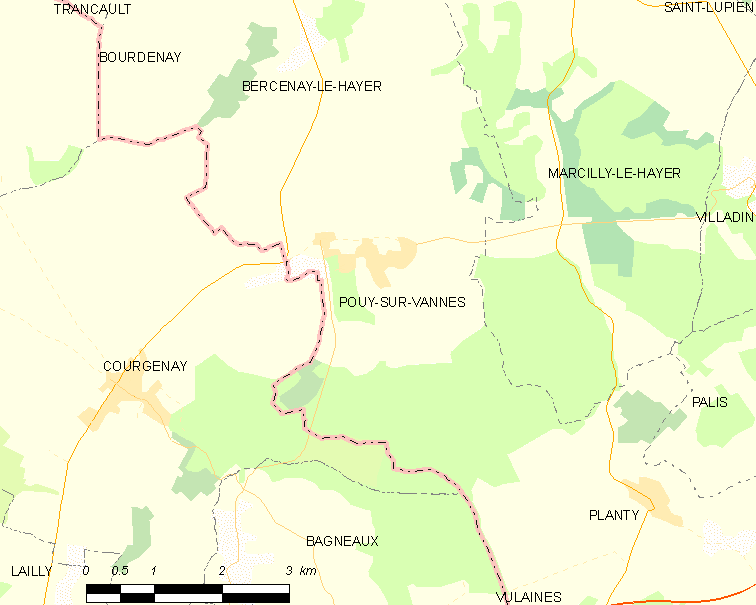
Карта коммуны

В 2007 году среди 80 человек в трудоспособном возрасте (15—64 лет) 61 были экономически активными, 19 — неактивными (показатель активности — 76,3 %, в 1999 году было 74,6 %). Из 61 активных работали 57 человек (35 мужчин и 22 женщины), безработных было 4 (4 мужчины и 0 женщин). Среди 19 неактивных 2 человека были учениками или студентами, 10 — пенсионерами, 7 были неактивными по другим причинам.

## Достопримечательности
- Замок XVI века. Памятник истории с 1969 года[3]